# División n.º 15 (Alberta)
División n.º 15 es una división censal en el suroeste de Alberta, y limita en todo su extensión con Columbia Británica. Un área muy larga y estrecha, sus centros de población mayor son los pueblos de Canmore, Banff, y Crowsnest Pass, y el municipio de Jasper.

## Comunidades
| - Ciudades - Pueblos - Banff - Canmore - Municipios Especializados - Jasper - Crowsnest Pass - Villas - Aldeas - Benchlands - Dead Man's Flats - Exshaw - Harvie Heights - Kananaskis - Lac Des Arcs - Lake Louise - Saskatchewan River Crossing - Seebe | - Distritos municipales - Bighorn n.º 8 - Ranchland n.º 66 - Municipios de condado - Distritos de mejoras - Distritos de mejoras n.º 12 - Jasper National Park - Distritos de mejoras n.º 9 - Banff National Park - Kananaskis Improvement District - Reservas - Stoney 142, 143, 144 |

## Divisiones circundantes del censo
| Noroeste: Columbia Británica | Norte: División n.º 14 | Nordeste: División n.º 14           |
| Oeste: Columbia Británica    |                        | Este: División n.º 9 División n.º 6 |
| Suroeste: Columbia Británica | Sur: División n.º 3    | Sureste: División n.º 3             |